# وست ويكمب (باكينجهامشير)
وست ويكمب (بالإنجليزية: West Wycombe)‏ هي قرية و أبرشية مدنية تقع في المملكة المتحدة في إنجلترا. يقدر عدد سكانها بـ 1,345 نسمة .